# Angelo Secchi
Pietro Angelo Secchi (ur. 29 czerwca 1818 w Reggio nell’Emilia, zm. 26 lutego 1878 w Rzymie) – włoski uczony i jezuita. Interesował i zajmował się głównie fizyką, matematyką i astronomią. Stosował metody spektroskopii do badania ciał niebieskich, był pionierem w klasyfikowaniu gwiazd ze względu na ich typ widmowy. Oprócz tego badał plamy słoneczne, protuberancje, zjawisko korony słonecznej, podwójne gwiazdy, prognozowanie pogody i magnetyzm ziemski. Był dyrektorem Obserwatorium Watykańskiego.

## Życiorys
Był synem stolarza Antonio Secchiego i Luise z domu Belgieri. Edukację rozpoczął w jezuickiej szkole w swojej rodzinnej miejscowości. W wieku 16 lat wstąpił do zakonu Jezuitów w Rzymie. Kontynuował naukę w jezuickim Collegio Romana, gdzie uczył się zarówno przedmiotów humanistycznych, jak i ścisłych. Jego nauczyciele szybko dostrzegli w nim talent do matematyki i fizyki. Po zakończeniu kolegium został nauczycielem tych dwóch przedmiotów w szkole, w Rzymie. W 1841 roku zaczął wykładać fizykę w kolegium jezuickim w Loreto. W 1844 roku rozpoczął studia teologiczne, a trzy lata później otrzymał święcenia kapłańskie. Od tamtego czasu przebywał w Rzymie. W 1848 roku musiał jednak opuścić miasto z powodu wybuchu rewolucji i powstania Republiki Rzymskiej. Początkowo udał się do Anglii, gdzie przez pewien czas pracował jako nauczyciel w kolegium w Stonyhurst. 24 października 1848 roku opuścił jednak Anglię, wraz z dwudziestoma innymi jezuitami i udał się w podróż morską do Stanów Zjednoczonych. Po przybyciu do Ameryki zmarł towarzysz i nauczyciel Secchiego, de Vico, znany z odkrycia i opisania kilku komet.
Secchi osiadł w Georgetown, w pobliżu Waszyngtonu, gdzie jezuici prowadzili uniwersytet i obserwatorium astronomiczne. Dokończył tu studia teologiczne i zaczął pracować na uczelni jako wykładowca fizyki. Zawarł tu znajomość z hydrografem, astronomem i meteorologiem Matthew Fontaine’em Maurym, który znacznie wpłynął na jego zainteresowania naukowe. To właśnie Maurye'mu Secchi dedykował swoją pracę z zakresu meteorologii Sui recenti progressi della Meteorologia, wydaną w 1861 roku w Rzymie. Do Italii powrócił w 1849 roku, a rok później został mianowany dyrektorem obserwatorium przy Collegio Romana. Secchi rozpoczął wówczas badania nad promieniowaniem słonecznym, pierścieniami Saturna i planetoidami. W 1852 roku udało mu się zorganizować i znakomicie wyposażyć nowe obserwatorium w kościele św. Ignacego w Rzymie. Badania prowadzone przez Secchiego dużo zyskały dzięki znakomitej lokalizacji obserwatorium i dobremu sprzętowi.

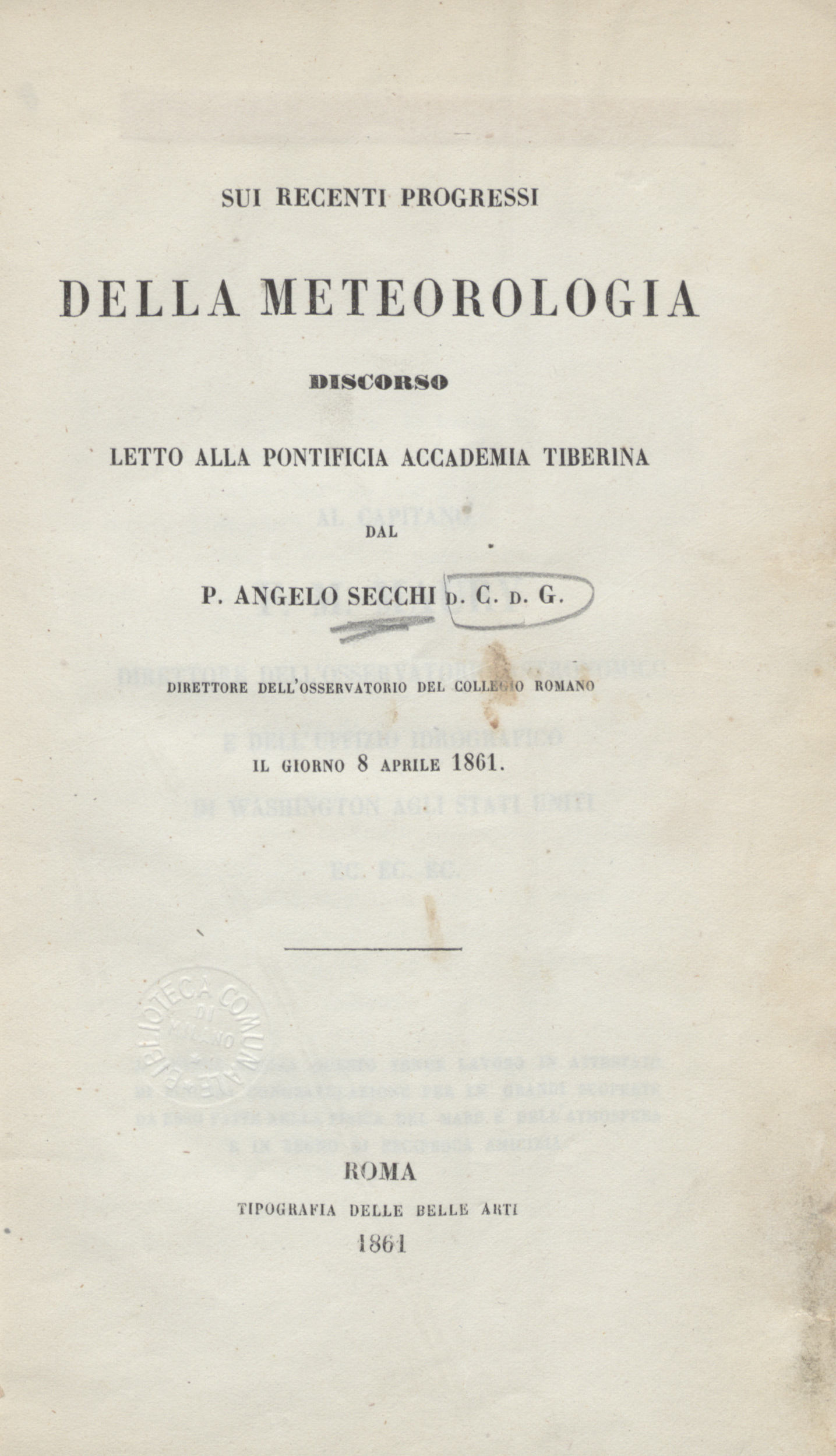
Sui recenti progressi della meteorologia (1861)

## Badania naukowe
Badania naukowe w obserwatorium Secchi zaczął od rewizji wielkiego katalogu podwójnych gwiazd autorstwa Struvego. Efekty siedmiu lat pracy i obserwacji zostały zawarte w Memorie del Collegio Romano, wydanym w 1859 roku. Katalog zawierał przeszło 10 000 zweryfikowanych i opisanych podwójnych gwiazd. Osiągnięcia Secchiego uzupełnili jego asystenci, wydając w 1868 i 1875 roku dwa suplementy. Z badań Angelo korzystał między innymi William Doberck.
Równolegle z gwiazdami podwójnymi Secchi pracował nad badaniem i opisywaniem warunków fizycznych Saturna, Marsa i Jowisza oraz jego czterech wielkich księżyców. Korzystając z osiągnięć Kirchhoffa i Bunsena, którzy stworzyli podstawy analizy widmowej, Secchi jako pierwszy zbadał widma Urana i Neptuna. Wszystkie wyniki badań Secchiego dotyczące planet ukazały się potem w wielkiej pracy II quadro fisico del sistema solare secondo le piu recenti osservazioni, wydanej w Rzymie w 1859 roku. Od 1852 roku interesował się również Księżycem. Opracował mikrometryczną mapę wielkich kraterów na Księżycu, z której korzystało potem wielu innych astronomów.
W centrum zainteresowań Secchiego leżało jednak Słońce i to jemu poświęcał najwięcej czasu. W 1860 roku wybrał się w specjalną podróż do Hiszpanii, aby móc obserwować całkowite zaćmienie Słońca, które miało miejsce 18 lipca. Na podstawie tej obserwacji i późniejszych badań Secchi udowodnił, iż korona słoneczna i protuberancje nie są złudzeniami optycznymi. W 1868 roku francuski astronom Pierre Janssen odkrył metodę obserwacji protuberancji słonecznych bez konieczności oczekiwania na zaćmienie. Metodę tę wykorzystał Secchi w swoich badaniach. Dało to początek „Kronice Słonecznej”, która zawiera relacje z obserwacji Słońca. Jest ona prowadzona do dzisiaj, co czyni ją najstarszą tego typu pracą na świecie. 22 grudnia 1870 roku Angelo wziął udział w kolejnej ekspedycji mającej obserwować zaćmienie Słońca. Dzięki tej wyprawie Secchi odkrył zjawisko widma błyskowego, które opisał w wydanym w 1870 roku, w Paryżu, Le soleil. Expose des principales découvertes modernes. Praca była później tłumaczona na kilka innych języków. Wynalazł heliospektroskop, telespektroskop i krążek Secchiego do pomiaru przejrzystości wody.
Oprócz astronomii Secchi zajmował się także meteorologią. W tej dziedzinie koncentrował się głównie na wykorzystaniu i rozwinięciu osiągnięć Mauryego. Interesowały go przede wszystkim takie zjawiska jak zorza polarna, powstawanie gradu, kurzawki i wyładowania elektryczne. Był pierwszym, który opisał wpływ widma słonecznego na parę w atmosferze ziemskiej. Badał także klimat swojego regionu i magnetyzm ziemski oraz prąd telluryczne. Jako pierwszy zaczął obserwować i badać prądy telluryczne pod kątem prognozowania pogody. Założył pierwsze, i przez długi czas jedyne we Włoszech, Obserwatorium Magnetyczne. Współpracował z kilkoma innymi ośrodkami w różnych krajach, między innymi z Obserwatorium Greenwich w Wielkiej Brytanii. Pius IX doceniał pracę Secchiego i często radził się go w kwestiach technicznych, na przykład przy zakupie obiektywów projekcyjnych czy instalacji lub renowacji kanalizacji. Największą sławę na polu meteorologii przyniosło mu wynalezienie meteorografu, przyrządu, który zapisywał istotne, meteorologiczne informacje, takie jak ciśnienie atmosferyczne, temperaturę, opady deszczu, kierunek i siłę wiatru itd. Za urządzenie to otrzymał wiele nagród i wyróżnień.
Secchi miał również osiągnięcia w innych dziedzinach nauki. Był autorem pracy Electrical Rheometry, poruszającej zagadnienia z zakresu reometrii. Dokonał również pomiarów geodezyjnych drogi appijskiej metodą triangulacji, a wyniki opublikował w dziele Misura della Base trigonometriea eseguita sulla Via Appia. Sławę przyniosła mu praca Sulla unitá delle forze fisiche, która była próbą powiązania niektórych naturalnych procesów ruchu z energią kinetyczną. Pierwotnie wydano ją w Rzymie w 1864 roku. Drugie wydanie ukazało się w Mediolanie w 1874 roku i zostało przetłumaczone na język francuski, niemiecki, angielski i rosyjski. Publikował również na tematy związane z religią i filozofią. Lezioni elementari di fisica terrestre, wydana w 1879 roku, zawierała jego poglądy na temat relacji między człowiekiem, Bogiem a naturą. W 1870 roku upadło Państwo Kościelne, a Rzym stał się stolicą zjednoczonego Królestwa Włoch. Nowe władze nie były zbyt przychylnie nastawione do duchowieństwa katolickiego, zwłaszcza do jezuitów, ale po początkowych niesnaskach, Secchi mógł kontynuować swoje badania. Zmarł osiem lat później, w wyniku poważnej choroby żołądka. W ciągu swojej kariery naukowej opublikował kilkanaście większych dzieł i około 730 artykułów w różnych pismach naukowych.